# Списак данских владара
Ово је списак данских владара од Горма Старог до данас.
За владаре пре Горма видети списак легендарних данских владара.

## Краљевина Данска (935—1375)
| Династија            | Владар                                               | Раздобље  | Напомене | Слика                                                                          |
| -------------------- | ---------------------------------------------------- | --------- | --- | ------------------------------------------------------------------------------ |
| Династија Книтлинга  | Горм Стари (Gorm den Gamle)                          | 935—958   | Био је први познати краљ Данске; владао је Јиландским Викинзима. Он почиње уједињавати данске државице. Подигао је разна утврђења на Јиланду. | Горм Стари                                                                     |
| Династија Книтлинга  | Харалд Плавозуби (Harald Blåtand)                    | 958—986   | Син Горма и Туре; - Уједињење Данске; - 960. - Примање хришћанства; - Јиланд стављен под окриље Хамбуршке надбискупије; - Успешни ратови са Норвешком, Пруском и Померанским Словенима; - Врхунац краљевине; - Губитак поседа у Енглеској; - Освајање јужне Скандинавије. | Харалд Плавозуби                                                               |
| Династија Книтлинга  | Свен I Рашљобради (Svend Tveskæg)                    | 986—1014  | Син Харалда Плавозубог и Тове од Бодрића; - Нови успешни ратови са Норвешком, Пруском и Померанским Словенима; - 994. - прва инвазија на Енглеску; - Од 1012. до 1013. - друга Инвазија на Енглеску: Енглеска је дошла под данску власт. | Свен I Рашљобради                                                              |
| Династија Книтлинга  | Харалд II Дански (Harald)                            | 1014—1018 | Син Свена Рашљобрадог и Гунхилде од Вендена; - Одбио је владати заједно са братом; - Енглеска се ослобађа његове власти: нова инвазија на Енглеску: његов брат Кнут Велики постаје краљ Енглеске. | Харалд II                                                                      |
| Династија Книтлинга  | Кнут Велики (Knud den Store)                         | 1017—1035 | Син Свена Рашљобрадог и Гунхилде од Вендена; - Насладио је брата на престолу; - 1028. - Образована моћна поморска краљевина, кју су сачињавали: Данска, Норвешка, Шведска и Енглеска; - Био је омиљен у народу; - Ујединио је данске и енглеске законе у један законик - Тинглид; - Почетак феудализације и учвршћивање хришћанства; - Био је највећи владар Данске. | Кнут Велики                                                                    |
| Династија Книтлинга  | Хартекнут (Hardeknud)                                | 1035—1042 | Син Кнута Великог и Еме од Нормандије; - од 1030. очев савладар у Данској; - 1035. - очева смрт: губитак Норвешке и Енглеске, на престо у Енглеској долази Хартакунтов брат Харолд; - Ширио је гласине о братовљевој незаконитости; - (1035—1042) - грађански рат у Данској, опадање државе; - 1037. - опасност од норвешке инвазије: Хартекнут признаје брата за краља Енглеске; - 1040. - долазак на власт у Енглеској: братовљево тело је бачено у Темзу; - Омрзнут у Енглеској: неуспешна побуна против Хартекнутове власти у Вустеру; - 1041. - Едвард Исповедник је под притиском племства проглашен за Хартекнутовог наследника. - 1042. - убио га је ерл од Нортумбрије. | Хартекнут                                                                      |
| Династија Лепокоси   | Магнус I Добри (Magnus den gode)                     | 1042—1047 | Није имао никаквих породичних веза са претходним владаром, нити са његовом династијом; - 1042. - на власт га је довело племство, међутим Свен Естридсон му је оспорио престо; - Магнус побеђује Словене и добија ауторитет над поданицима: Свен је поражен; - Врховна власт над Енглеском; - од 1045. он влада заједно са стрицем Харалдом III Суровим; - 1047. - избија сукоб међу савладарима: Магнус умире. | Магнус I Добри                                                                 |
| Династија Естридсона | Свен II Естридсон (Svend Estridsen)                  | 1047—1074 | Сестрић Кнута Великог; - (1047—1066) - борио се око власти са Харалдом Суровим; - 1066. - Харалд гине у инвазији на Енглеску: Свен побеђује у рату. - 1069. - неуспешна инвазија на Енглеску; - 1070. - мир са Енглезима; - Црквене реформе: покушај одцепљења Данске цркве од цркве Светог римског царства, Данска се дели на неколико бискупија; | Свен II Естридсон                                                              |
| Династија Естридсона | Харалд III Хен (Harald)                              | 1074—1080 | Син Свена Естридсона; - Због незаконитости владавина му је била доведена у питање; - Увео је нове законе, Харалдове законе, који реформишу цркву. | Харалд Хен (Тоцило)                                                            |
| Династија Естридсона | Кнут IV од Данске (Knud IV den Hellige (Sankt Knud)) | 1080—1086 | Син Свена Естридсона; - Увео је обавезни десетак у корист цркве: велики устанак данског сељаштва; - 1086. Кнутова погибија и црква га проглашава за свеца. | Кнут IV Свети                                                                  |
| Династија Естридсона | Олаф I Гладни (Oluf Hunger)                          | 1086—1095 | Син Свена Естридсона; - Владавину му је, због слабих приноса, обележила глад. | Олаф I Гладни                                                                  |
| Династија Естридсона | Ерик I од Данске (Erik Ejegod)                       | 1095—1103 | Син Свена Естридсона; - Установљена надбискпија у Лунду; - Црква постаје крупни земљопоседник; - Узимање цркве под заштиту; - Нови сељачки немири због црквених намета; - Сељаштво постепено пада у зависност од крупних црквених и световних земљопоседника; - Повратак робовласничког друштва због крупних земљопоседа и образовања класа: робовима су постојали ратни заробљеници и дужници који не би исплатили дуг, а понекад су робови и куповани. - Успоравање феудализације због постојања великх слободних територија: омогућавање сељаштву да одлази на незаузету земљу; - Ерик је објавио да су све незаузете земље краљевска својина, а сељаци који се на њих населе — краљевски сељаци, који морају да испуњавају обавезе у корист краља као сопственика земље: осталим сељацима биле су наметнуте дажбине и обавезе у корист краља. Аристократија и свештенство били су њих ослобођени. | Ерик I Сведобри                                                                |
| Династија Естридсона | Нилс од Данске (Niels)                               | 1103—1134 | Син Свена Естридсона; - Установљена надбискпија у Лунду; - Црква постаје крупни земљопоседник; - Узимање цркве под заштиту; - Нови сељачки немири због црквених намета; - Сељаштво постепено пада у зависност од крупних црквених и световних земљопоседника; - Повратак робовласничког друштва због крупних земљопоседа и образовања класа: робовима су постојали ратни заробљеници и дужници који не би исплатили дуг, а понекад су робови и куповани. - Успоравање феудализације због постојања великх слободних територија: омогућавање сељаштву да одлази на незаузету земљу; - Нилс је објавио да су све незаузете земље краљевска својина, а сељаци који се на њих населе — краљевски сељаци, који морају да испуњавају обавезе у корист краља као сопственика земље: осталим сељацима биле су наметнуте дажбине и обавезе у корист краља. Аристократија и свештенство били су њих ослобођени. | Нилс                                                                           |
| Династија Естридсона | Ерик II од Данске (Erik Emune)                       | 1134—1137 | Син Ерика I; - Неуспешни ратови са Словенима и Норвежанима; - Уништење узурпатора; - Неуспешне црквене реформе; - Незадовољство у Данској; - 1137. - Ериково убиство. | Ерик Памтљив                                                                   |
| Династија Естридсона | Ерик III од Данске (Erik Lam)                        | 1137—1146 | Праунук Магнуса Доброг, унук (по мајци) Ерика I од Данске; - Мирољубива политика; - Покушај зближавања са Светим римским царством; - Породичне побуне и сплетке; - 1146. - Ерик због неспособности абдицира. | Ерик Јагње                                                                     |
| Династија Естридсона | Свен III од Данске (Svend Grathe)                    | 1146—1157 | Син Ерика Памтљивог; - Владао заједно са братом Кнутом; - Почео је да дели феуде ритерима; - Данци пљачкају Балтик; - Наставак феудализације; - Ривалство са Светим римским царством - Борбе са Балтичким Словенима; - Данска је снабдевач северне Немачке рибом и, једним делом, пољопривредним производима — месом и житом: они су почели да играју видну улогу у северној трговини. | Свен III                                                                       |
| Династија Естридсона | Кнут V од Данске (Knud V Magnussen)                  | 1146—1157 | Син Ерика Памтљивог и Ричезе Пјаст; - Владао заједно са братом Свеном; - Почео је да дели феуде ритерима; - Данци пљачкају Балтик; - Наставак феудализације; - Ривалство са Светим римским царством - Борбе са Балтичким Словенима; - Данска је снабдевач северне Немачке рибом и, једним делом, пољопривредним производима — месом и житом: они су почели да играју видну улогу у северној трговини. | Новчић са ликом Кнута V                                                        |
| Династија Естридсона | Валдемар I Дански (Valdemar den Store)               | 1157—1182 | Унук Ерика Сведоброг; - Делио је феуде ритерима; - Данци пљачкају Балтик; - Наставак феудализације; - Борбе са Балтичким Словенима; - Данска је снабдевач северне Немачке рибом и, једним делом, пољопривредним производима — месом и житом: они су почели да играју видну улогу у северној трговини; - Данска освајања: »крсташки ратови« против пагана; - 1166 - освајање словенског града Арконе на острву Рујани (Ригену) и рушење и пљачкање храма Световида: Рујански кнежеви постају дански вазали. | Валдемар Велики                                                                |
| Династија Естридсона | Кнут VI Дански (Knud)                                | 1182—1202 | Син Валдемара Великог; - Делио је феуде ритерима; - Данци пљачкају Балтик; - Наставак феудализације; - Данска је снабдевач северне Немачку рибом и, једним делом, пољопривредним производима — месом и житом: они су почели да играју видну улогу у северној трговини; - Наставак јачања Данске; - Уплитање у Норвешке међусобице; - Грађански рат у Светом римском царству: Данско освајање Приморја, Холштајна, Мекленбурга, Либека и Хамбурга; - Кнут узео је титулу »краља Данаца и Словена« (Rex Danorum et Slavorum). | Кнут VI                                                                        |
| Династија Естридсона | Валдемар II Дански (Knud)                            | 1202—1241 | Син Валдемара Великог; - Делио је феуде ритерима; - Данци пљачкају Балтик; - Наставак феудализације; - Данска је снабдевач северну Немачку рибом и, једним делом, пољопривредним производима — месом и житом: они су почели да играју видну улогу у северној трговини; - Наставак јачања Данске; - Ницање градова; - Проширивање на Истоку: освајање Езела; - »Крсташки рат« бискупа Риге против Естонаца: освајање Естоније и оснивање града Ревела (Талин). - Сукоб са Светим римским царством: Валдемарово заробљавање и одрицање и одрицање свих јужних освајања и Естоније: Рујана остала у данским рукама. - Повратак Естоније; - Поделио је државу синовима, од којих је сваки доцније тежио да од добијеног дела начини наследни посед. | Валдемар Победник                                                              |
| Династија Естридсона | Ерик IV Дански (Erik Plovpenning)                    | 1241—1250 | Син Валдемара Победника и Беренгарије од Португалије; - Делио је феуде ритерима; - Био је кандидат за немачки престо; - Од 1242. - сукоби са братом Абелом на јужном Јиланду: Данска је клонула; - 1249. - Абел пљачка Копенхаген; - 1250. - побуна у остацима Ерикових редова: његова погибија. | Ерик VI                                                                        |
| Династија Естридсона | Абел Дански (Knud)                                   | 1250—1252 | Син Валдемара Великог; - Делио је феуде ритерима; - Неуспешне побуне против његове власти; - Тиранин; - Од 1242. - сукоби са братом Еериком на јужном Јиланду: Данска је клонула; - 1249. - Абел пљачка Копенхаген; - 1250. - побуна у остацима Ерикових редова: Абел постаје краљ; Ерикова погибија - Унутрашња консолидација државе. | Абел                                                                           |
| Династија Естридсона | Кристоф I (Christoffer)                              | 1252—1259 | Син Валдемара Победника и Беренгарије од Португалије; - Делио је феуде ритерима; - Огорчено је ратовао против браће; - Опадање политичког и међународног значаја Данске: јачање немачког и Ханзиног утицаја, посебно Холаштајна и Либека; - Ханза добија значајне повластице: Либек и још неки градови добијају контоаре и квартове у већини данских градова; - Нико не плаћа порез и нико никог не кажњава због тога; - Увоз лоше робе, нема извоза; - Крај данских трговаца и занатлија; - Опадање централне власти; - 1259. - Кристоф је отрован током причешћа и умро је. | Кристоф I                                                                      |
| Династија Естридсона | Ерик V Дански (Erik Klipping)                        | 1259—1286 | Син краља Кристофа и Маргарите Померанске; - Даље опадање централне власти; - Делио је феуде ритерима; - Сукоби са свемоћном црквом: - Црква тражи потпуну самосталност у правосуђу; - Црква добија оно што је тражила; - Притисак племства: повеља из Ниборга: краљ се обавезује да ће сваке године сазивати народну скупштину Danehof. - 1286. - Покушај да се избегне обећање: Ериково убиство. | Ерик V Хлипинг                                                                 |
| Династија Естридсона | Ерик VI Дански (Erik Menved)                         | 1286—1319 | Син Ерика Хлипинга и Агнес од Бранденбурга; - 1276. - проглашен за очевог савладара; - (1286—1293) - земљом су владали његови регенти; - Сталне побуне; - Рат с Норвешком; - Склопио је савез са Шведском; - (1294—1300) - страховити сукоби са црквом. - 1307. - освајање Либека и разних малих грофивија на обали Балтичког мора; - 1312. - освајање Ростока, после дугог отпора; - (1300—1319) - сукоби са братом Кристофом; - Кристоф га побеђује због огромних пореза које је Ерик наметрнуо. | Ерик Менвед                                                                    |
| Династија Естридсона | Кристоф II (Christoffer)                             | 1319—1326 | Син Ерика Хлипинга и Агнес од Бранденбурга; - Када је биран за краља узета је од њега писмена обавеза да ће се придржавати привилегија аристократије и цркве: да духовна лица неће позивати пред краљевски суд, да на цркву неће ударати никакве дажбине, да у своје веће неће пуштати странце, да им неће давати феуде и да неће почињати никакав рат без сагласности аристократије; - Племство претвара своја лена у потпуну наследну својину, ослобођену свих дажбина; - Многи слободни сељаци губе своје земље и бивају принуђени да траже »заштиту« од крупних земљопоседника, који су прелазили у положај кметова; - 1326. - побуна против Кристофа: његов пад с власти. | Кристоф из младих дана                                                         |
| Династија Естридсона | Валдемар III Дански (Valdemar)                       | 1326—1329 | Абелов чукунунук; - 1326. - једним племићким пучем је дошао на власт: одрицање од војводства Шлезвига, војвода Шлезвига постаје Герард, Валдемаров главни ослонац; - 1329. - уништење Герардове моћи: Валдемар губи престо. | Новчић са ликом Валдемара III                                                  |
| Династија Естридсона | Кристоф II, друга владавина                          | 1329—1332 | Син Ерика Хлипинга и Агнес од Бранденбурга; - 1329. - поново је дошао на престо, због својих уступака племству; - Слабљење централне власти; - 1331. - Битка код Шлезвига: Кристоф и Јохан, су поражени од стране Валдемара и Герарда. | Биста краља Кристофа                                                           |
|                      | Анархија                                             | 1332—1340 | - Расуло у Данској; - Претенденти за дански престо су били: - Шведски краљ Магнус IV Шведски; - Припадао је династији Бјелбо - Владао је Шведском од 1319. до 1363. године; - Тада у Шведкој јача феудална аристократија, стога се он ослања на: ниже племство, грађане и слободне сељаке, али без успеха. - Ханза, која је успешно трговала; - Грофови Шлезвиг-Холштајна: - Валдемар III Дански, бивши дански краљ; - Герард III Велики (1304—1340); - Герард V (1323—1350); - Јован III Благи (1316—1359); - Адолф VII (1315—1354); - Готово целу Данску су освојили претенденти: Швеђани, Ханза, војводе Шлезвига и грофови Холштајна; - Под краљевском влашћу остао само северни Јиланд. |                                                                                |
| Династија Естридсона | Валдемар IV Дански (Valdemar Atterdag)               | 1340—1375 | Син Кристофа II и Еуфимије од Помераније; - Ослањао се на ритере и слободно сељаштво; - Ојачао је своју власт; - 1346. - продаја Естоније Тевтонском реду за 19 000 сребрних марака: за тај новац је купио знатан део заложених краљевских домена; - Дажбине сељака који су живели на тим доменима постао је важан приход краљевства; - Од 1349. - владао је читавом Данском западно од Зунда; - 1357. - пораз грофова Холштајна; - 1366. - пораз Швеђана: Данци освојили југозапад Скандинавије са Зундом; - На Зундовим ловиштима харинга, где се у септембру и октобру сваке године окупљало 40 000 бродова са 300 000 рибара: царине на та ловишта су постале најважнији извор прихода краљевине; - Војне реформе; - Градио је замкове и давао им својим присталицама; - Неуспешни устанци феудалаца: још веће јачање краљевског домена, када су феудалци поумирали од црне смрти од 1349. до 1350. године; - Рат са Ханзом; - 1361. - освајање Визбија на Готланду, важног центра Ханзине трговине: добијање великог плена; - Пораз Ханзине флоте; - 1367. - Келнска конфедерација: уједињење 60 Ханзиних градова против Данске; - Битка код Копенхагена: Валдемар је поптуно поражен; - 1370. - Штралзундски мир: Ханзи су признате све привилегије, уступио јој је неколико утврђених места на југу Скандинавског полуосртва и дао јој право да се меша у избор данског краља, па чак и без сагласности Ханзе није могао бити изабран краљ Данске. | Валдемар Атердаг приказан на савременој фресци у цркви Светог Петра у Нестведу |

## Калмарска унија(1375—1523)
| Династија            | Владар                                         | Раздобље  | Напомене | Слика              |
| -------------------- | ---------------------------------------------- | --------- | --- | ------------------ |
| Династија Бјалбо     | Олаф II Дански (Oluf)                          | 1375—1387 | Унук (по мајци) Валдемара Атердага; - Његова мајка се постарала да буде изабран за данског краља; - Био је малолетан; - 1380. - наследио је норвешки престо; - Његова мајка Маргарита је као регенткиња владала обема државама; - 1387. - умро је још увек млад. | Олаф Хоконсон      |
| Династија Естридсон  | Маргарета I Данска (Margrete)                  | 1387—1412 | Кћерка Валдемара Атердага, мајка Олафа Хоконсона; - Била је регнеткиња свог сина; - Користила се унутрашњој борби у Шведској и 1389. године дошла до Шведске круне: једино је Стокхолм до 1397. остао у шведској власти; - Стајала је на челу огромне државе, која је обухватала Данску, Норвешку и Шведску; - Његова мајка Маргарита је као регенткиња владала обема државама; - 1397. - у Калмару, на скупу духовне и световне аристократије све три краљевине, краљевине Шведске и Норвешке су уједињене под данском влашћу, доносећи само користи Данској; - Шведска аристократија била је приморана да ступи у унију с Данском, али се данска политика косила са интересима шведских феудалаца; - Ограничавање права аристократије, одузимање краљевских земаља које је она присвојила, дељење феуда у Шведској Данцима, рушење феудалних замкова — све је то изазивало дубоко незадовољство међу шведском аристократијом; - Спољна политика Данске, која је била усмерена против Ханзе и Холштајна, газила је интересе Шведске, која је желела да с Немачком успостави непосредну трговачку везу: крајње су били незадовољни сопственици рудника, тесно повезани с Ханзом, којој су продавали гвожђе и бакар; - Данско чиновништво дозвољавало је себи сва могућа угњетавања и изнуђивања; - Данску је власт пратило јачање феудалног угњетавања. Дански феудалци, који су добили земљопоседе у Шведској, претварали су сељаке у кметове и угњетавали их; - Данска влада привукла је на своју страну више свештенство у Норвешкој, попунила државни савет Норвешке Данцима, увела низ нових пореза, пошто су јој били потребни новац и људи за њене ратове, за које Норвешка није била заинтересована; - Један од начина експлоатације Норвешке било је кварење монете за коју је данска влада захтевала да се прима по номиналној вредности, тражећи у исто време да јој се плаћа монетом пуне вредности; - Део норвешке територије (Шетландска и Оркадска острва) Данска је продала шкотским племићима; - У Норвешкој су више пута избијали устанци против режима који су увели Данци; Норвешка се прикључивала устанцима у Шведској и тежила да нађе ослонац код шведских краљева склапајући с њима унију. Али је Данска успевала да војном снагом угуши те устанке и обнови унију с Норвешком; - Маргарита је и даље владала земљама Калмарске уније све до своје смрти 1412. године; - »Читаву данску аристократију обузео је страх од мудрости и моћи те жене« — каже савремена хроника; - Маргарита је водила самовласну политику у тежњи да себи потчини феудалце на свим њиховим поседима; - Својим најближим људима она је обилно делила феуде и епископска места како у Данској, тако и у Шведској и Норвешкој. | Маргарета I        |
| Померанска династија | Ерик Померански (Erik af Pommern)              | 1396—1439 | Маргаретин братанац по трећем колену; - Користила се унутрашњој борби у Шведској и 1389. године дошла до Шведске круне: једино је Стокхолм до 1397. остао у шведској власти; - Стајала је на челу огромне државе, која је обухватала Данску, Норвешку и Шведску; - Његова мајка Маргарита је као регенткиња владала обема државама; - 1397. - у Калмару, на скупу духовне и световне аристократије све три краљевине, Ерик је свечано крунисан за краља Данске, Шведске и Норвешке; - Шведска аристократија била је приморана да ступи у унију с Данском, али се Данска политика косила са интересима шведских феудалаца; - Ограничавање права аристократије, одузимање краљевских земаља које је она присвојила, дељење феуда у Шведској Данцима, рушење феудалних замкова — све је то изазивало дубоко незадовољство међу шведском аристократијом; - Спољна политика Данске, која је била усмерена против Ханзе и Холштајна, газила је интересе Шведске, која је желела да с Немачком успостави непосредну трговачку везу: крајње су били незадовољни сопственици рудника, тесно повезани с Ханзом, којој су продавали гвожђе и бакар; - Данско чиновништво дозвољавало је себи сва могућа угњетавања и изнуђивања; - Данску је власт пратило јачање феудалног угњетавања. Дански феудалци, који су добили земљопоседе у Шведској, претварали су сељаке у кметове и угњетавали их; - Данска влада привукла је на своју страну више свештенство у Норвешкој, попунила државни савет Норвешке Данцима, увела низ нових пореза, пошто су јој били потребни новац и људи за њене ратове, за које Норвешка није била заинтересована; - Један од начина експлоатације Норвешке било је кварење монете за коју је данска влада захтевала да се прима по номиналној вредности, тражећи у исто време да јој се плаћа монетом пуне вредности; - Део норвешке територије (Шетландска и Оркадска острва) Данска је продала шкотским племићима; - У Норвешкој су више пута избијали устанци против режима који су увели Данци; Норвешка се прикључивала устанцима у Шведској и тежила да нађе ослонац код шведских краљева склапајући с њима унију. Али је Данска успевала да војном снагом угуши те устанке и обнови унију с Норвешком; - Почетком његове владавине престао је да се сазива Danehof — представништво сталежа, у које су улазили и грађани и слободни сељаци: власт се све више концентрисала у рукама сталног управног органа — државног савета (Rigsraad), састављеног од аристократије. У њему су заседала сва седморица данских епископа с лундским архиепископом на челу и око двадесетак световних велможа. Ерик је био потпуно потчињен племству; - Ступајући на престо Ерик је издао »капитулацију« и тако је више проширивао привилегије и компетенцију државног савета; - Рат против Ханзе око Шлезвига у савезу са Светим римском царством; - Данска постаје главни снабдевач Светог римског царства стоком, посебно коњима и воловима, а исто тако житом, уљем, машћу и сировим кожама: погоршање положаја сељака; - Племство и горњи слој слободног сељаштва почињу да воде привреду срачунату на извоз; - Данско племство добија право да без царине увози жито у градове и да без царине отуда извози сву робу: угњетавање сељака; - Слободни сељаци постају кметови: неуспешне сељачке побуне; - 1434. - побуна шведског племства: ослобођење Шведске од данске власти; - 1435. - устанак против једнакости у Шведској: Ерик враћен на престо, али је морао поставити као регента Швеђанина Карла Кнутсона; - 1439. - Ерик је збачен са престола и изгнан. | Ерик Помернаски    |
| Династија Витлсбах   | Кристофер III Баварски (Christoffer af Bayern) | 1439—1448 | Није имао никаквих породичних веза са претходним владарем; - 1439. - Збацио је Ерика и изгнао га; - По доласку на престо је потписао капитулацију племству; - Спољна политика Данске, која је била усмерена против Ханзе и Холштајна, газила је интересе Шведске, која је желела да с Немачком успостави непосредну трговачку везу: крајње су били незадовољни сопственици рудника, тесно повезани с Ханзом, којој су продавали гвожђе и бакар; - Данско чиновништво дозвољавало је себи сва могућа угњетавања и изнуђивања; - Данска влада привукла је на своју страну више свештенство у Норвешкој, попунила државни савет Норвешке Данцима, увела низ нових пореза, пошто су јој били потребни новац и људи за њене ратове, за које Норвешка није била заинтересована; - Један од начина експлоатације Норвешке било је кварење монете за коју је данска влада захтевала да се прима по номиналној вредности, тражећи у исто време да јој се плаћа монетом пуне вредности; - У Норвешкој су више пута избијали устанци против режима који су увели Данци; Норвешка се прикључивала устанцима у Шведској и тежила да нађе ослонац код шведских краљева склапајући с њима унију. Али је Данска успевала да војном снагом угуши те устанке и обнови унију с Норвешком; - Данска постаје главни снабдевач Светог римског царства стоком, посебно коњима и воловима, а исто тако житом, уљем, машћу и сировим кожама: погоршање положаја сељака; - Племство и горњи слој слободног сељаштва почињу да воде привреду срачунату на извоз; - Данско племство добија право да без царине увози жито у градове и да без царине отуда извози сву робу: угњетавање сељака; - Слободни сељаци постају кметови: неуспешне сељачке побуне; - 1441. - Кристофер је освојио шведски престо; - 1443. - мир са Ериком, посредовањем Ханзе. | Кристофер Баварски |
| Династија Олденбург  | Кристијан I Дански (Christian)                 | 1448—1481 | Муж Кристоферове сурпуге; - 1448. - Кристојанова »капитулација« коначно је потчинила краљевску власт државном савету: проглашена је »изборна монархија«, и краљ без сагласности савета не само да није могао делити лена, убирати порезе и објављивати рат, већ ни управљати својим доменима. - Спољна политика Данске, која је била усмерена против Ханзе и Холштајна, газила је интересе Шведске, која је желела да с Немачком успостави непосредну трговачку везу: крајње су били незадовољни сопственици рудника, тесно повезани с Ханзом, којој су продавали гвожђе и бакар; - Данско чиновништво дозвољавало је себи сва могућа угњетавања и изнуђивања; - Данска влада привукла је на своју страну више свештенство у Норвешкој, попунила државни савет Норвешке Данцима, увела низ нових пореза, пошто су јој били потребни новац и људи за њене ратове, за које Норвешка није била заинтересована; - Један од начина експлоатације Норвешке било је кварење монете за коју је данска влада захтевала да се прима по номиналној вредности, тражећи у исто време да јој се плаћа монетом пуне вредности; - У Норвешкој су више пута избијали устанци против режима који су увели Данци; Норвешка се прикључивала устанцима у Шведској и тежила да нађе ослонац код шведских краљева склапајући с њима унију. Али је Данска успевала да војном снагом угуши те устанке и обнови унију с Норвешком; - Данска постаје главни снабдевач Светог римског царства стоком, посебно коњима и воловима, а исто тако житом, уљем, машћу и сировим кожама: погоршање положаја сељака; - Племство и горњи слој слободног сељаштва почињу да воде привреду срачунату на извоз; - Данско племство добија право да без царине увози жито у градове и да без царине отуда извози сву робу: угњетавање сељака; - Слободни сељаци постају кметови: неуспешне сељачке побуне; - Слабљење Ханзе: јача Данска трговина, посебно трговина Копенхагена; - Стен Стире (1470—1503); - 1470. - »национална« је партија истакла за регента у Шведској Стена Густавсона Стиреа. - 1471. - Битка код Стокхолма: Данска војска је поражена; - Шведска аристократија га је приморала да призна зависност од данских краљева, ма и чисто номинално. - 1477. - оснивање шведског универзитета у Упасали: у Шведској почело штампање књига; - Стире се ослања са слободно сељаштво: мржња племства и свештенства према њему; - Стире је екскомунициран. - 1479. - основан први дански универзитет у Копенхагену. Свештенство га је искључило из цркве. | Кристијан I        |
| Династија Олденбург  | Ханс Дански (Hans)                             | 1481—1513 | Син Кристијана I и Доротеје од Бранденбурга; - 1481. - Хансова »капитулација« претила је срамним изгнанством из државног савета сваком његовом члану који би ишао против својих другова и почео да тражи краљеву наклоност. - Спољна политика Данске, која је била усмерена против Ханзе и Холштајна, газила је интересе Шведске, која је желела да с Немачком успостави непосредну трговачку везу: крајње су били незадовољни сопственици рудника, тесно повезани с Ханзом, којој су продавали гвожђе и бакар; - Данско чиновништво дозвољавало је себи сва могућа угњетавања и изнуђивања; - Данска влада привукла је на своју страну више свештенство у Норвешкој, попунила државни савет Норвешке Данцима, увела низ нових пореза, пошто су јој били потребни новац и људи за њене ратове, за које Норвешка није била заинтересована; - Један од начина експлоатације Норвешке било је кварење монете за коју је данска влада захтевала да се прима по номиналној вредности, тражећи у исто време да јој се плаћа монетом пуне вредности; - У Норвешкој су више пута избијали устанци против режима који су увели Данци; Норвешка се прикључивала устанцима у Шведској и тежила да нађе ослонац код шведских краљева склапајући с њима унију. Али је Данска успевала да војном снагом угуши те устанке и обнови унију с Норвешком; - Данска постаје главни снабдевач Светог римског царства стоком, посебно коњима и воловима, а исто тако житом, уљем, машћу и сировим кожама: погоршање положаја сељака; - Племство и горњи слој слободног сељаштва почињу да воде привреду срачунату на извоз; - Данско племство добија право да без царине увози жито у градове и да без царине отуда извози сву робу: угњетавање сељака; - Слободни сељаци постају кметови: неуспешне сељачке побуне; - Слабљење Ханзе: јача Данска трговина, посебно трговина Копенхагена; - Успешна борба са Ханзом: Данска ју је лишила привилегија; - Изградио је ратну флоту за борбу против Ханзе, повећао је трговачке царине, које су наплаћиване у Зунду. - Од развитка данског експорта у првом реду вукао корист крупни феудални земљопосед, коме је доспела у руке сва политичка власт; - Данска је феудално-кметска држава, којом управља олигархија духовних и световних магната. - Стен Стире (1470—1503), регент Шведске; - Стире се ослања са слободно сељаштво: мржња племства и свештенства према њему; - Стире је екскомунициран; - 1503. - Стен Стире је отрован: шведска аристократија је поново однела превагу и позвала Ханса на престо у Шведској; - У Шведској, као и у Данској, главну реч води крупна феудална аристократија: неколико аристократских породица и више свештенство приграбили су у своје руке власт у Шведској; - 1501. - побуна норвешких сељака под вођством Кнута Алфсена: Ханс је до ногу потучен; - Лукавством је угушен устанак и терором учвршћена данска власт у Норвешкој; - Феудална експлоатација у Норвешкој добила специфичну форму политичке зависности сељака, који су сачували своју слободу и својину од феудалне аристократије Данске, која је Норвешку експлоатисала порезима и регрутовањем. | Ханс               |
| Династија Олденбург  | Кристијан II Дански (Christian)                | 1513—1523 | Син Ханса и Кристине од Сакосније; - 1513. - Кристијанова »Капитулација« је унела обавезу да се најбоља лена у земљи деле само члановима државног савета; - Аристократији су предата у руке права јурисдикције, укључивши и смртну казну; - У њену корист била су донета ограничења наследних права слободног сељаштва; - Данска је феудално-кметска држава, којом управља олигархија духовних и световних магната; - Спољна политика Данске, која је била усмерена против Ханзе и Холштајна, газила је интересе Шведске, која је желела да с Немачком успостави непосредну трговачку везу: крајње су били незадовољни сопственици рудника, тесно повезани с Ханзом, којој су продавали гвожђе и бакар; - Данско чиновништво дозвољавало је себи сва могућа угњетавања и изнуђивања; - Данска влада привукла је на своју страну више свештенство у Норвешкој, попунила државни савет Норвешке Данцима, увела низ нових пореза, пошто су јој били потребни новац и људи за њене ратове, за које Норвешка није била заинтересована; - Један од начина експлоатације Норвешке било је кварење монете за коју је данска влада захтевала да се прима по номиналној вредности, тражећи у исто време да јој се плаћа монетом пуне вредности; - У Норвешкој су више пута избијали устанци против режима који су увели Данци; Норвешка се прикључивала устанцима у Шведској и тежила да нађе ослонац код шведских краљева склапајући с њима унију. Али је Данска успевала да војном снагом угуши те устанке и обнови унију с Норвешком; - Слободни сељаци постају кметови: неуспешне сељачке побуне; - Слабљење Ханзе: јача Данска трговина, посебно трговина Копенхагена; - Био је опак и прозван Северни Нерон; - 1520. - Стокхолмски покољ незадовољених Швеђана: Шведски устанак против Данске власти; - 1523. Знаменити Густав Васа ослобађа Шведску од Данске власти и постаје шведски краљ; - 1523. - свргавање Кристијана II. | Кристијан II       |

## Данска-Норвешка(1523—1814)
| Династија           | Владар                           | Раздобље  | Напомене | Слика         |
| ------------------- | -------------------------------- | --------- | --- | ------------- |
| Династија Олденбург | Фредерик I Дански (Frederik)     | 1523—1533 | Син Кристијана I и Доротеје од Бранденбурга, брат Ханса и стриц Кристијана II; - Херцег Шлезвиг-Холштајна; - 1523. - свргнут је његов синовац Кристијан: Фридрих долази на престо; - 1523. - Признавање Густава Васе за краља: распад Калмарске уније; - Данска је феудално-кметска држава, којом управља олигархија духовних и световних магната; - Данска влада привукла је на своју страну више свештенство у Норвешкој, попунила државни савет Норвешке Данцима, увела низ нових пореза, пошто су јој били потребни новац и људи за њене ратове, за које Норвешка није била заинтересована; - Један од начина експлоатације Норвешке било је кварење монете за коју је данска влада захтевала да се прима по номиналној вредности, тражећи у исто време да јој се плаћа монетом пуне вредности; - Слободни сељаци постају кметови: неуспешне сељачке побуне; - Развој реформације у Данској; - Да би побољшао привредно стање у својој земљи и да би учврстио своју власт, Фридрих намисли да одузме црквена добра и тим да ослаби моћ духовништву, а у овим се својим намерама ослони на племство, с којим подели одузете земље црквене. - 1527. - Сазвани сабор за Данску и Норвешку у Оденсу приведе у дело жељу Фридрихову и одобри реформацију у духу Лутерова учења. | Фридрих I     |
| Династија Олденбург | Кристијан III Дански (Christian) | 1534—1559 | Син Фридриха I и Ане од Бранденбурга; - 1534. - дошао је на престо уз помоћ цркве, Светог римског царства и Холштајна; - 12. август 1536. - гушење католичке побуне; - Даље опадање централне власти; - Борба између Данске и Немачког племства око надмоћи у Данској-Норвешкој; - Финансијска криза; - (1539—1544) - сукоб са Светим римском царством: Данска победа; - На његовој страни су били неки племићи Светог римског царства; - 1542. - Дански савезници холандијски побуњеници су се ослободили Шпанске власти и напали Свето римско царство; - 23. мај 1544. - мир у Спиресу између Данске и Светог римског царства - (1544—1559) - мирољубива политика; - 1546. - Пажљиво је избегао Шмалкалдски рат; - 1553. - посредовао је за мир између Светог римског царства и Сакосније; - Слободни сељаци постају кметови: неуспешне сељачке побуне; - Иако није био велики, он је био, у пуном смислу те речи, добар владар; - Био је побожан, великодушан и опрезан; - Током своје владавине је обновио Данску, коју је пронашао у рушевинама; - Данска је током његове владавине била на врхунцу своје моћи и била је богатија него икад раније. | Кристијан III |
| Династија Олденбург | Фредерик II Дански (Frederik)    | 1559—1588 | Син Кристијана III и Доротеје од Саксен-Луенбурга; - Био је способан владар; - Покушавао је да буде апсолутистички владар; - (1559—1570) - период рата; - (1559—1566) - слободни сељаци постају кметови: неуспешне сељачке побуне у Холштајну; - (1563—1570) - Сукоб са Шведском: рат је завршен без победника миром 13. децембра 1570. године; - Данска је из ових сукоба изашла ослабљена и морала се заувек одрећи поновног успостављања Калмарске уније; - (1570—1588) - период мира; - Јачање краљеве власти; - Данске обале је успео очистити од гусара. | Фридрих II    |
| Династија Олденбург | Кристијан IV Дански (Christian)  | 1588—1648 | Син Фридриха II и Софије од Мекленбург-Шверина; - Данска влада привукла је на своју страну више свештенство у Норвешкој, попунила државни савет Норвешке Данцима, увела низ нових пореза, пошто су јој били потребни новац и људи за њене ратове, за које Норвешка није била заинтересована; - Један од начина експлоатације Норвешке било је кварење монете за коју је данска влада захтевала да се прима по номиналној вредности, тражећи у исто време да јој се плаћа монетом пуне вредности; - Слободни сељаци постају кметови: неуспешне сељачке побуне; - Тридесетогодишњи рат (1618—1648) - Борио се против католика у савезу са северним немачким кнезовима, Енглеском и Холандијом; - Низ пораза од бохемијског грофа Валенштајна: губитак јужних територија; - 1629. - примирје са католичком лигом: обећање да се никада неће мешати у послове Светог римског царства. - Сукоби са Шведском због њеног незадовољства, због тога што се Данска особито трудила да сачува свој положај на улазу овог мора, где је наплаћивала велику царину на пролазну купљу: Дански пораз. | Кристијан IV  |
| Династија Олденбург | Фредерик III Дански (Frederik)   | 1648—1660 | Син Кристијана IV и Ане Катарине од Бранденбурга; - Страховити порази од Шведске, која је постала највећа сила на Балтику: Данска је из рата изашла ослабљена. | Фридрих III   |
| Династија Олденбург | Кристијан V Дански (Christian)   | 1660—1699 | Син Фридриха III и Софије Амелије од Брунсвик-Линебурга; - Био је слаб владар, пошто је претерано мислио на своје достојанство; - По доласку на престо је покушао ојачати своју власт; - Његова храброст и енергичност га је учинила веома популарним; - Био је крајње неспособан да искористи трајно оживљавање националне енергије; - Нагло опадање Данске; - (1675—1679) - неуспешан рат са Шведском . | Кристијан V   |
| Династија Олденбург | Фредерик IV Дански (Frederik)    | 1699—1730 | Син Кристијана V и Шарлоте Амалије од Хесе-Касела; - Велики северни рат (1700—1721); - Уз помоћ Русије и Државне заједнице Пољске и Литваније је покушао Шведској отети Шлезвиг; - 1700. - Шведска опсада Копенхагена: Фридрих је приморан да склопи мир; - 1718. - обнова рата са Шведком; Шведски краљ погинуо приликом опсаде једног града у Норвешкој; - 1721. - мир са Шведском: повратак Шлезвига и царине на улазу у Балтичко море; - Унутрашња консолидација државе. | Фридрих IV    |
| Династија Олденбург | Кристијан VI Дански (Christian)  | 1730—1746 | Син Фридриха IV и Лујзе од Мекленбург-Густова; - Опадање Данске; - Културни и уметнички развој Данске . | Кристијан VI  |
| Династија Олденбург | Фредерик V Дански (Frederik)     | 1746—1766 | Син Кристијана VI и Софије Магдалене од Бранденбург-Кулбаха; - Упамћен је као женскарош; - Развој науке и културе; - Развој апсолутизма у Данскојсва власт у рукама министара немачког порекла Адама Молтике и Јохана Бернсторфа; - Јачање државе. | Фридрих V     |
| Династија Олденбург | Кристијан VII Дански (Christian) | 1766—1808 | Син Фридриха V и Лујзе од Велике Британије; - Био је способан, али је био необразован, поводљив и тиранин: сва власт је била у рукама његових саветника; - Краљ је био само номинално. | Кристијан VII |
| Династија Олденбург | Фредерик VI Дански (Frederik)    | 1808—1839 | Син Кристијана VII и Софије Магдалене од Бранденбург-Кулбаха; - 1815. - Бечки конгрес: - Фридрих је кажњен због савезништва са Француском губитком Норвешке, коју добија Шведска: распад Данске-Норвешке; - Холштајн је остао под Данском влашћу. | Фридрих VI    |

## Данска(1814 - данас)
| Династија           | Владар                            | Раздобље       | Напомене | Слика          |
| ------------------- | --------------------------------- | -------------- | --- | -------------- |
| Династија Олденбург | Кристијан VIII Дански (Christian) | 1839—1848      | Унук Фридриха V; - Био је способан и због тога је пробудио многе наде у обнову данске моћи; - Борба против либерала и њихових реформи. | Кристијан VIII |
| Династија Олденбург | Фредерик VII Дански (Frederik)    | 1848—1863      | Син Кристијана VIII и Шарлоте Фредерике од Мекленбург-Шверина; - 1848. - устанак Немаца у Шлезвигу: иако је на устаничку страну стала Пруска, побуна је брзо угушена; - 1863. - Фридрихова смрт: крај династије Олденбург. | Фридрих VII    |
| Династија Глоксбург | Кристијан IX Дански (Christian)   | 1863—1906      | Рођак династији Олденбург по женској грани; - Син војводе шлезвинг-холштајнског; - По наследном праву Холштајн могао наследити само један од немачких кнезова, херцег Августенбуршки; - 1864. - Пруси и Аустријанци освајају од Данске Шлезвиг и Холштајн: Данска је приморана да склопи мир; - Заведена је уставност; - Привредни и просветни напредак; - Кристијан се спријатељио с многим породицама владалачким. | Кристијан IX   |
| Династија Глоксбург | Фредерик VIII Дански (Frederik)   | 1906—1912      | Син Кристијана IX и Лујзе од Хесе-Касела; - Заведена је уставност; - Привредни и просветни напредак. | Фредерик VIII  |
| Династија Глоксбург | Кристијан X Дански (Christian)    | 1912—1947      | Син Фредерика VIII и Лујзе од Шведске; - Заведена је уставност; - Привредни и просветни напредак; - 1915. - мушкарци и жене у Данској су постали једнаки; - 1918. - ослобођење Исланда; - 1919. - Верскајски мир: Данска је од Немачке добила северни Холштајн; - 1940. - Данску освајају Немци; - 1945. - ослобођење од немачке окупације.                                                                          | Кристијан X    |
| Династија Глоксбург | Фредерик IX Дански (Frederik)     | 1947—1972      | Син Кристијана X и Александрине од Мекленбург-Шверина; - 1953. - потписан је нови устав којим је дозвољено да жена може бити претолонаследница. | Фредерик IX    |
| Династија Глоксбург | Маргарета II Данска (Margrethe)   | 1972. – данас. | Кћерка Фредерика IX и Ингрид од Шведске; - Студирала је на универзитетима у Копенхагену, Архусу, Кембриџу и Сорбони; - Једна је од најбољих данских краљица; - Студирала је праисторијску археологију, политикологију и економију; - Говори дански, шведски, енглески, немачки и француски језик. | Маргарета II   |